# Kakataibo
Los kakataibos o cacataibos, antes llamados cashibo-cacataibos, son un pueblo indígena silvícola, caracterizado como tribu de los panos, que habita en la Amazonía del Perú. Establecido en las riveras de los ríos Aguaytía, San Alejandro, Shamboyacu, Sungaroyacu y afluentes del Pachitea, es probable que el empuje belicoso de otros pueblos (como los shipibos y los conibos) haya determinado su alejamiento de las riberas del Ucayali. Esta etnia se autodenomina uni y hablan la lengua kakataibo que forma parte de la familia lingüística pano.

## Historia
Durante el siglo XVIII fueron visitados por los misioneros españoles, dando muerte a uno e imponiendo a otros la fuga en 1757. Procuraron vivir aislados, y la hostilidad que imponían a las tribus vecinas constituyó un obstáculo para la navegación del Aguaytía y el Manoa, hasta fines de aquel siglo. Aunque permanecían pacíficos cuando no se les infería daño, solían entablar guerras para raptar mujeres de otros pueblos, y en tales casos demostraban una temible ferocidad. Hacia 1870 sufrieron ataques de los canibos y los shetebos, a lo largo del río Pachitea; pero sus poblados del río Aguaytía permanecieron indemmes. A principios del siglo XX evitaban todavía los contactos con la civilización, e inclusive se mostraban hostiles.

## Organización
La sociedad cashibo forma grupos patrilineales con residencia postmatrimonial patrilocal. El ideal de matrimonio de esta sociedad es el de primos cruzados, dándose el intercambio de hermanas entre grupos. Así dos grupos de descendencia intercambian mujeres. El esposo, por regla tiene que hacer un servicio durante los dos primeros años de matrimonio, residiendo en la casa del suegro durante este periodo, para luego pasar a la casa del esposo.